# Уолтерборо (Южная Каролина)
Уолтерборо (англ. Walterboro) — крупнейший город и административный центр округа Коллетон в штате Южная Каролина в Соединённых Штатах Америки.
Согласно результатам переписи населения США, проведённой в 2020 году, число жителей города составляло 5544 человек, что, для такого небольшого населённого пункта, существенно больше (+ 2,7%), чем было во время предыдущей переписи прошедшей в 2010 году (5398 человек).

## История
Уолтерборо (первоначальное написание: «Walterborough») был основан в 1783 году как летнее убеище для местных плантаторов, желавших сбежать из Лоукантри, где свирепствовала малярия. 
Сперва поселение располагалось на холмистой местности, покрытой соснами и ореховыми деревьями, и называлось Долиной ореха. Двумя первыми поселенцами были братья Пол и Джейкоб Уолтер. Братья были преуспевающими владельцами плантаций в соседнем Джексонборо. Когда маленькая дочь Пола, Мэри, заболела малярией – распространённым заболеванием среди семей, владевших плантациями в болотистых районах Лоукантри, поскольку земля там была очень подходящей для выращивания риса. Чтобы уберечь Мэри от смертельного микроба, братья Уолтер отправились на поиски более благоприятного места для жизни в летние месяцы и основали город, который впоследствии был назван в их честь.
Представители власти (некоторые по совместительству владельцы ферм) тоже были не против покинуть вместе с семьями район пандемии и, вероятно поэтому, 1817 году Уолтерборо был назначен уже третьим административным центром округа Коллетон; он остаётся таковым до настоящего времени. Вслед за этим назначением последовало строительство здания окружного суда и окружной тюрьмы в 1821 году. Здание суда было спроектировано архитектором Робертом Миллсом.
Получение городом статуса столицы, а также приход железнодорожной линии, соединившей сообщество с Колумбией и Чарльстоном, способствовали быстрому росту Уолтерборо, который вскоре перешел границы долины Хикори, где помещался изначально.
В 1832 году ирландская католическая община в сельской местности южного Уолтерсборо (одно время называвшейся «Перекрёсток Томпсона») основала приход известный под названием «Католическая церковь Святого Иакова Великого», освященный епископом Джоном Инглэндом. Позже община стала известна как Католический Холм (англ. Catholic Hill). После сожжения церкви в 1856 году и освобождения рабов примерно десять лет спустя, белая община в основном покинула этот район. Община чёрных католиков десятилетиями сохраняла свою веру даже без священника, пока для них не построили новую церковь в 1890-х годах. Они стали заметны в СМИ в XXI веке, а в 2020 году о них был выпущен документальный фильм.
В 1930-х годах в Уолтерборо был построен аэродром известный ныне как Региональный аэропорт Лоукантри. В 1942 году он переквалифицировался в армейский аэродром Уолтерборо, подразделение армейской авиабазы Колумбия, став частью национальной сети учебных центров армейской авиации, созданных по всей территории США во время Второй мировой войны после нападения на Пёрл-Харбор. База была создана для проведения углубленной боевой подготовки истребительных и бомбардировочных групп. Здесь также располагалась крупнейшая в США школа маскировки и лагерь для военнопленных на 250 человек.
В 1944 году аэродром сменил командование и стал передовой базой боевой подготовки для отдельных бойцов, в основном для чернокожих курсантов, окончивших лётную школу в Таскиги, штат Алабама. Более 500 лётчиков Таскиги прошли обучение на армейском аэродроме Уолтерборо с апреля 1944 по октябрь 1945 года, включая пилотов запаса для 332-й эскадрильи истребителей-перехватчиков, а также всю 447-ю бомбардировочную группу. База закрылась в октябре 1945 года, вернувшись к своему первоначальному статусу регионального аэродрома. Аэродром ныне принимает в основном небольшие коммерческие суда, крупные авиалайнеры совершают рейсы из близлежащих мегаполисов.
В 1960-х годах состоялось открытие межштатной автомагистрали I-95, что сделало Уолтерборо отличным местом для ночлега по пути из Флориды в Нью-Йорк и обратно. Местные власти, стоит отдать им должное, сумели сразу увидеть открывающиеся перспективы и всячески способствовали созданию необходимой инфраструктуры, благодаря чему туристическая сфера является важной составляющей городского бюджета. В настоящее время Уолтерборо изобилует историческими домами, построенными в 1820 году, а в центре города сохранилось множество исторических зданий. Город становится всё более известным как место для любителей истории и антиквариата и популярного места для однодневных поездок из Чарльстона и Бофорта. 
С 1970-х население города постоянно уменьшалось, но с началом третьего тысячелетия эта тенденция переломилась.

## География
Межштатная автомагистраль I-95 проходит к западу от города, ведя на северо-восток (110 миль или 180 километров) до города Флоренс и на юго-запад (67 миль или (108 км) до Саванны, штат Джорджия. 
Южный конечный пункт шоссе US 15 расположен в центре Уолтерборо; оно идёт на север, примерно параллельно I-95, достигая Сент-Джорджа через 21 милю (34 км). Альтернативное шоссе US 17 ведёт на восток от шоссе US 15, пройдя 32 мили (51 км) до Саммервилла, в окрестностях Чарльстона, и на юго-запад 21 миля (34 км) до Йемасси. Шоссе I-64 идёт на северо-запад, мимо съезда 57 с I-95, в 25 милях (40 км) до Эрхардта и на юго-восток (16 миль или 26 км) до Джексонборо.
В соответствии с данными указанными на сайте центрального статистического органа страны — Бюро переписи населения США, город Уолтерборо имеет общую площадь 6,5 квадратных мили (16,8 км2) и вся эта территория приходится на сушу.